# Johan Rinderheim
Sven Johan Rinderheim, ursprungligen Axelsson, född 26 januari 1963 i Skarpnäcks församling, Stockholms stad, är en svensk före detta sverigedemokratisk politiker och ledamot först i Haninge kommuns kommunfullmäktige 1998–2002 och sedan i Nynäshamns kommuns kommunfullmäktige från 2002.

## Biografi
Rinderheim, som är filosofie kandidat,  var distriktsordförande för partiet i Stockholms län från 2003 och anställd från och med 2007 som politisk sekreterare i Upplands Väsby kommun. Johan Rinderheim är en av grundarna av Sverigedemokraterna, skrev första partiprogrammet, men lämnade partiet efter ett halvår (1988) och återkom 1997 efter att under en rad år givit ut tidskriften Virtus i Uppsala.
Under 1980-talet var han redaktör för Gjallarhornet tillsammans med bland andra Jonny Berg. Rinderheim var chef för Sverigedemokraternas partikansli 2002/04 och blev förste vice ordförande i partiet 1998 och andre vice ordförande 2003. Därutöver talade han i Stockholms närradio åren 1997-2008, gav ut partibulletinen 1998-99 och anlitades ofta som talare på möten runt om i landet. Han förlorade tillsammans med den dåvarande partiledaren Mikael Jansson sin plats i partistyrelsen 2005.
I augusti 2008 lämnade Johan Rinderheim Sverigedemokraterna efter en dispyt med den nya partiledningen.
Han var därefter med och grundade partiet "Demokratisk allians" 2009, där han också blev partiordförande. Demokratisk Allians gick sedan upp i partiet Nationaldemokraterna.